# Jean Jonglet
Jean Jonglet (* um 1480 in Maretz; † 5. August 1540 in Brüssel) war 1516 und von 1526 bis 1527 Botschafter von Margarete von Österreich bei Heinrich VIII. von England.

## Leben
Sein Großvater war Joannes Jonglet Atrebas. Jonglet wurde 1507 Vorsitzender des Grote Raad van Mechelen, der damals in Namur tagte.
Er löste Joannes Le Roeffe († 1509) als Vorsitzenden ab und wurde seinerseits von Hercules van Dinamnt in dieser Position abgelöst.
1517 wurde er Ratsherr im Geheimenrat, 1531 wurde er erneut Ratsherr im neuen geheimen Rat.

## Botschafter in London
Am 19. Mai 1522 hatte Heinrich VIII. Franz I. von Frankreich den Krieg erklärt.
Thomas Wolsey von der britischen Regierung von Heinrich dem VIII. war von der Gefangennahme von Franz I. von Frankreich 24. Februar 1525, bei der Schlacht bei Pavia von Rodrigo de Peñalosa Toledo aus erster Hand informiert worden. In der Folge musste der Botschafter von Karl V., Ludwig von Praet in einem Konflikt mit Wolsey England verlassen und wurde Botschafter in Frankreich. Jehan Jonglet, Seigneur des Maretz, löste im August 1525 Jean de le Sauch welcher ebenfalls Flame war, als Leiter der Botschaft in London ab. Jean Jonglet war 1518, 1519 und von 1525 bis 1526 als Botschafter in London. Über seine letzte Mission in London wird berichtet, dass er schon bald, nachdem er englischen Boden betreten hatte, um seine Abberufung bat.
Am 26. Februar 1526, dem Geburtstag von Karl V. und dem Jahrestag des Sieges bei Pavia wurde in Mailand der Friede von Madrid unterzeichnet. John Jonglet berichtete Margarete von Österreich, dass in London öffentlich verkündet wurde, Franz I. würde diesen Frieden nicht einhalten. Die Korrespondenz der direkten Diplomaten von Karl V. in England wurde von Gustav Adolf Bergenroth in einer Recherchearbeit, welche im unwirtlichen Archivo General de Simancas seine Gesundheit ruinierte, erfasst. Die Korrespondenz der flämischen Diplomaten, der Statthalterin Margarete von Österreich, wurde in der österreichischen Nationalbibliothek archiviert.
Jean Jonglet verließ die spanische Botschaft im August 1526, Charge de Affairs war anschließend Georg van Themseke.
Seine Frau Marie Caulier starb am 12. Oktober 1533.